# Contrarreloj por relevos mixtos en el Campeonato Mundial de Ruta

Maillot arcoíris otorgado a los campeones de la prueba

La prueba de contrarreloj por relevos mixtos en el Campeonato Mundial de Ciclismo en Ruta se realiza desde la edición de 2019.
Entre 1987 y 1994 la contrarreloj la disputaban selecciones nacionales amateurs. A partir del Mundial de 2012 se volvió a correr esta prueba, pero con la variante de que no la disputaban las selecciones, sino equipos profesionales. Tras la edición de 2018 se decidió no organizar más esa carrera, siendo sustituida por una contrarreloj por equipos nacionales mixtos, conformados por tres hombres y tres mujeres que corren en formato de relevos.

## Palmarés
| Núm.      | Año         | Sede                     | Oro | Plata | Bronce |
| --------- | ----------- | ------------------------ | --- | --- | --- |
| I – LXXXV | 1927 – 2018 | No realizados            | No realizados                                                                                               | No realizados | No realizados |
| LXXXVI    | 2019        | Yorkshire ( Reino Unido) | Países Bajos · Koen Bouwman · Bauke Mollema · Jos van Emden · Lucinda Brand · Riejanne Markus · Amy Pieters | Alemania · Tony Martin · Nils Politt · Jasha Sütterlin · Lisa Brennauer · Lisa Klein · Mieke Kröger                        | Reino Unido John Archibald Daniel Bigham Harry Tanfield Lauren Dolan Anna Henderson Joscelin Lowden                     |
| LXXXVII   | 2020        | Imola · ( Italia)        | No realizado                                                                                                | No realizado | No realizado |
| LXXXVIII  | 2021        | Flandes · ( Bélgica)     | Alemania · Nikias Arndt · Tony Martin · Max Walscheid · Lisa Brennauer · Lisa Klein · Mieke Kröger          | Países Bajos · Koen Bouwman · Bauke Mollema · Jos van Emden · Annemiek van Vleuten · Ellen van Dijk · Riejanne Markus      | Italia · Edoardo Affini · Filippo Ganna · Matteo Sobrero · Marta Cavalli · Elena Cecchini · Elisa Longo Borghini        |
| LXXXIX    | 2022        | Wollongong ( Australia)  | Suiza · Mauro Schmid · Stefan Küng · Stefan Bissegger · Elise Chabbey · Marlen Reusser · Nicole Koller      | Italia · Edoardo Affini · Matteo Sobrero · Filippo Ganna · Elisa Longo Borghini · Elena Cecchini · Vittoria Guazzini       | Australia Michael Matthews Lucas Plapp Luke Durbridge Georgia Baker Alexandra Manly Sarah Roy                           |
| XC        | 2023        | Glasgow ( Reino Unido)   | Suiza · Stefan Bissegger · Stefan Küng · Mauro Schmid · Elise Chabbey · Nicole Koller · Marlen Reusser      | Francia Bruno Armirail Rémi Cavagna Bryan Coquard Audrey Cordon-Ragot Cédrine Kerbaol Juliette Labous                      | Alemania · Miguel Heidemann · Jannik Steimle · Maximiliam Walscheid · Ricarda Bauernfeind · Lisa Klein · Franziska Koch |
| XCI       | 2024        | Zúrich · ( Suiza)        | Australia Michael Matthews Ben O'Connor Jay Vine Grace Brown Brodie Chapman Ruby Roseman-Gannon             | Alemania · Marco Brenner · Miguel Heidemann · Maximilian Schachmann · Franziska Koch · Liane Lippert · Antonia Niedermaier | Italia · Edoardo Affini · Mattia Cattaneo · Filippo Ganna · Elisa Longo Borghini · Soraya Paladin · Gaia Realini        |

## Medallero histórico
- Actualizado a Zúrich 2024.

| Núm. | País         | Oro | Plata | Bronce | Total |
| ---- | ------------ | --- | ----- | ------ | ----- |
| 1    | Suiza        | 2   | 0     | 0      | 2     |
| 2    | Alemania     | 1   | 2     | 1      | 4     |
| 3    | Países Bajos | 1   | 1     | 0      | 2     |
| 4    | Australia    | 1   | 0     | 1      | 2     |
| 5    | Italia       | 0   | 1     | 2      | 3     |
| 6    | Francia      | 0   | 1     | 0      | 1     |
| 7    | Reino Unido  | 0   | 0     | 1      | 1     |
|      | TOTAL        | 5   | 5     | 5      | 15    |